# Eggum
Eggum är ett fiskeläge i Vestvågøy kommun i Nordland fylke i norra Norge. Orten ligger vid änden av fylkesväg 7724, på den norra sidan av ön Vestvågøya.
Tidigare har orten tillhört dåvarande Borge kommun.

## Bilder

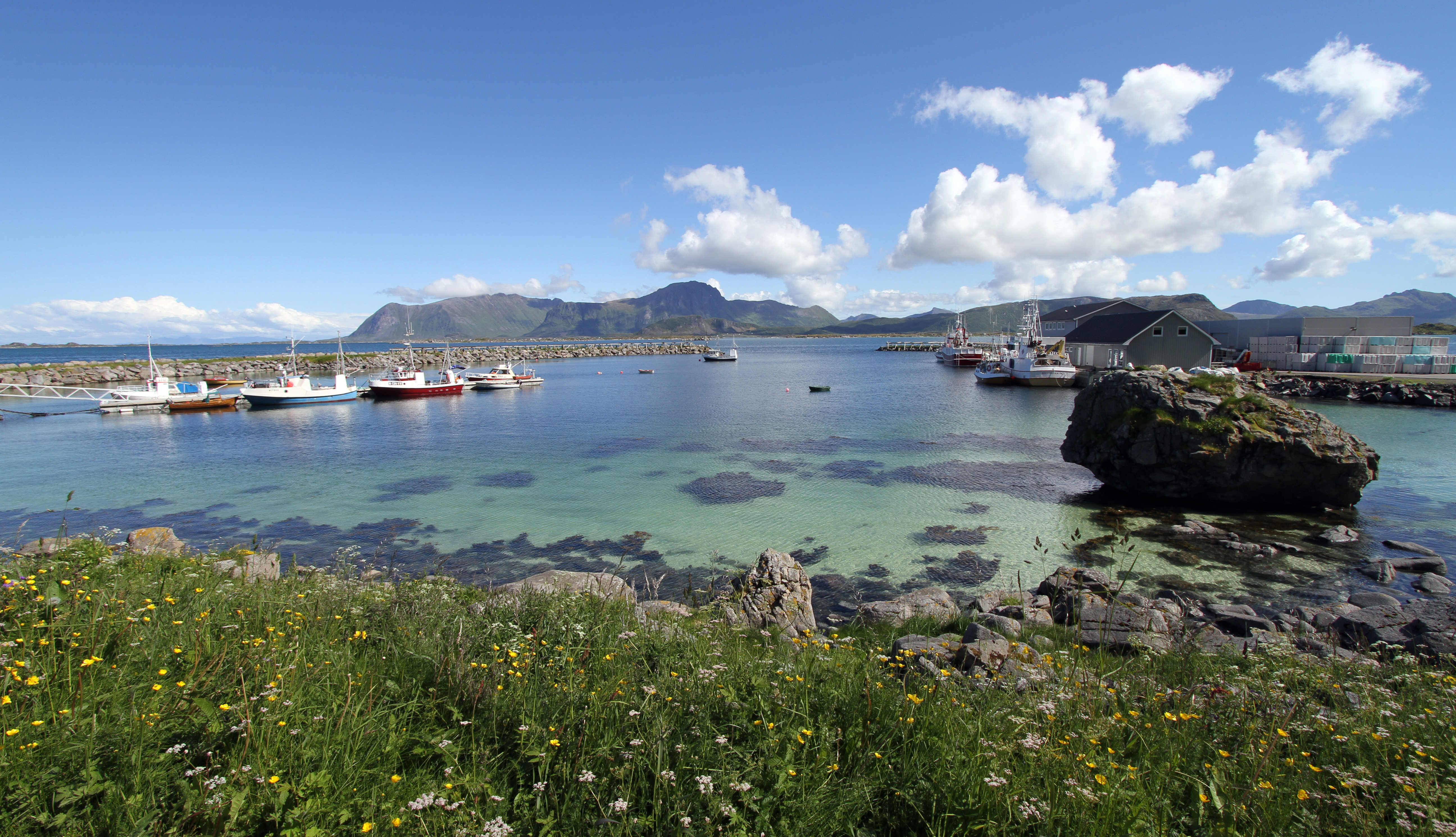
Hamnen i Eggum.
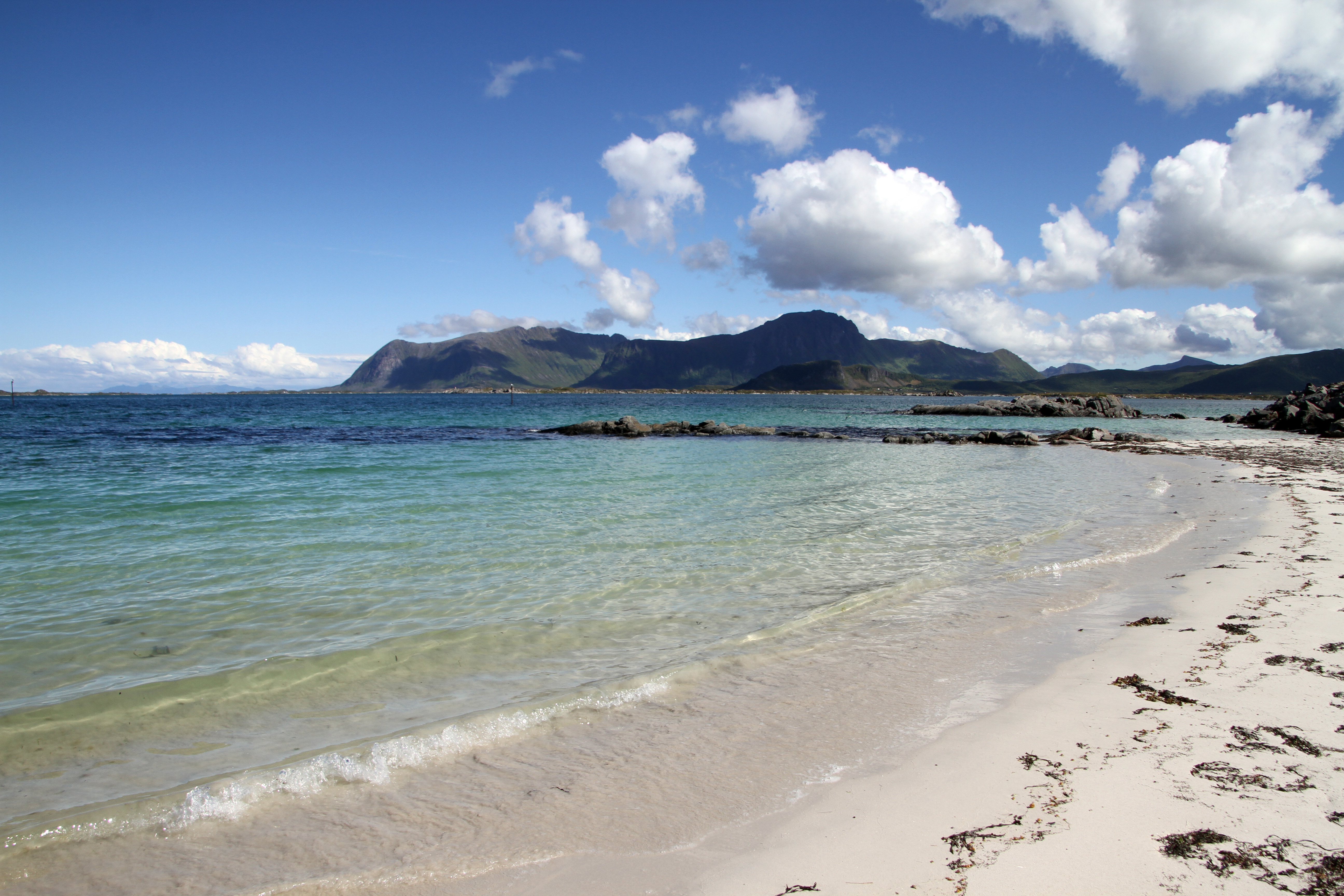
Stranden vid Eggum.